# ناظم كزار
ناظم كزار لازم العيساوي،(3 تشرين الأول 1940 -    7 تموز 1973) ، وكان يشغل منصب مدير الأمن العام في زمن الرئيس أحمد حسن البكر، ولقد حاول القيام بانقلاب لقتل الرئيس أحمد حسن البكر ونائبه صدام حسين في 30  حزيران من عام 1973 وذلك بعد عودة الرئيس أحمد حسن البكر من زيارة الاتحاد السوفيتي وبولونيا وبلغاريا، واعدم بعد فشل الانقلاب.
ولقد أعلن إحباط مؤامرة للإطاحة بنظام الحكم في منتصف عام 1973، قادها الرجل الذي كان يتصدر مهمة أمن البلاد والنظام السياسي، ناظم كزار مدير الأمن العام - أمين سر فرع المكتب العسكري في حزب البعث العربي الإشتراكي والذي طالما قُتل ناس تحت قبضته بتهمة التآمر والتأليب ضد الحزب والسلطة الحاكمة.
كان الرئيس البكر يومئذ في زيارة رسمية إلى بولونيا، وكان من المقرر أن يعود إلى البلاد في يوم السبت 30 حزيران 1973، لكن طائرته نزلت في صوفيا عاصمة بلغاريا بأمر من KGP الذي أوعز للرئيس البلغاري بوجود عملية إنقلابية في بغداد ويجب أن لا تصل طائرة البكر فتأخرت لمدة ثلاث ساعات عن موعدها المحدد، كما حدث تأخير آخر في مصيف فارنا البلغاري حيث أصر نائب جيفكوف رئيس بلغاريا على أخذه للمصيف رغم رفض البكر، وقيل للبكر أن توقف الطائرة للتزود بالوقود، الحكومة البلغارية نظمت للبكر عند وصوله إلى المصيف استقبالا رسمياً حضره نيابة عن الرئيس البلغاري جيفكوف، نائب رئيس وزراء بلغاريا تسولوف. ويبدو أن تسولوف أصرَّ على أن يزور البكر المصيف والتجول في المدينة، ثم حضور حفل استقبال قصير في الفندق الرئيس في تلك المدينة.
وصلت طائرة البكر إلى مطار بغداد الدولي عند الساعة السابعة والدقيقة الخمسين، وجرى استقبال رسمي له حضره أركان النظام والوزراء، وسلّم البكر عليهم فرداً فرداً، ثم توجه مع نائبه صدام حسين إلى سيارة كانت تنتظره على مدرج المطار، حيث أقلتهما وغادرا المطار معاً.
وفقاً لرواية الناطق الرسمي، فإن ناظم كزار كان يراقب ما يحدث في المطار، من خلال شاشة التلفاز، غير أن تأخر طائرة البكر، وانتقال التلفاز إلى بث وقائع تخرج طلبة جامعة بغداد في ملعب الكشافة، قد «أفزع» «المتآمرين»، فولّوا الأدبار، ونتيجة لذلك، أصاب الذعر والهلع ناظم كزار، فحاول الفرار مع مجموعة معه باتجاه الحدود الإيرانية عن طريق منفذ زرباطية، غير أن قوات الجيش والشرطة، ومعها بعض أفراد الأجهزة الحزبية ألقت القبض عليه بعد أن تمكن من قتل وزير الدفاع الفريق الأول الركن حماد شهاب التكريتي، وإصابة وزير الداخلية الفريق سعدون غيدان في يده وتحرير باقي الرهائن المحتجزين لدى اللواء ناظم كزار وهم نخبة التكارتة والمقربين من الرئيس البكر في الدولة، الرائد عدنان شريف شهاب التكريتي آمر فوج الحرس الجمهوري وإبن أخ وزير الدفاع، ومنذر المطلك التكريتي مدير مكتب الرئيس البكر وزوج إبنته وبعض الضباط التكارتة،
وربما تكون هناك روايات أخرى لما جرى، لكن القاعدة المعروفة دائماً أن «الغالب» يفرض روايته على واقع الأحداث، فيما التفاصيل الأخرى تبقى طي الكتمان.
الدكتور جواد هاشم (وزير التخطيط العراقي الأسبق) للفترتين (30 يوليو 1968  – 25 يناير 1971) & (15 مايو 1972  – 11 نوفمبر 1974) في مذكراته (مذكرات وزير عراقي – ذكريات في السياسة العراقية 1967 – 2000)
يروي الدكتور جواد هاشم، كانت الساعة تقارب الرابعة من بعد ظهر يوم السبت 30 حزيران (يونيو) 1973، عندما رنَّ جرس الهاتف الحكومي في منزلي. كان على الطرف الآخر من الخط مدير التشريفات في وزارة الخارجية، يخبرني بأن رئيس الجمهورية أحمد حسن البكر سيصل إلى بغداد تمام الساعة الخامسة عصراً، ويُرجى حضوري إلى المطار لإستقباله.
كان البكر يومئذ في زيارة رسمية إلى بولونيا وبلغاريا.
وصلت إلى صالة الشرف في مطار بغداد الدولي، عند الرابعة والدقيقة الخامسة والأربعين، حيث كان في إنتظار وصول البكر عدد كبير من الوزراء والسفراء المعتمدين في بغداد، وبعض أعضاء القيادة القطرية ومجلس قيادة الثورة، ومن بينهم عبد الخالق السامرائي ومحمد فاضل. بعد حوالي ساعة من الإنتظار، عاد مدير التشريفات ليخبرنا بأن طائرة الرئيس قد تأخرت، ومن المحتمل وصولها عند الساعة الثامنة مساءً، لذلك يمكننا العودة إلى منازلنا إلى حين اقتراب الموعد الجديد للوصول.
وصادف اليوم أيضاً، أن جامعة بغداد كانت قد أعدَّت الحفل السنوي لتخريج دفعة من طلبة الجامعة.
ونظراً إلى تأخر وصول طائرة البكر، فقد انتقل تلفزيون بغداد إلى ساحة الكشافة ليبث مراسم حفلة التخرج بعد أن كان ينقل مراسم إستقبال البكر.
عند الساعة السابعة والربع مساء اليوم نفسه، عدت إلى المطار لأكون بين مستقبلي رئيس الجمهورية، وبدأ الوزراء وأعضاء القيادة بالوصول ومن ضمنهم صدام حسين.
لم يحضر السفراء العرب والأجانب، لأنه طبقاً للأعراف الدبلوماسية، لا يوجد إستقبال رسمي بعد غروب الشمس.
وصلت الطائرة عند الساعة السابعة والدقيقة الخمسين. تعانق عند سلم الطائرة البكر وصدام، وتوجها بعدئذ إلى حيث ينتظر أعضاء القيادة والوزراء، وسلم البكر عليهم فرداً فرداً، ثم توجه مع صدام إلى سيارتهما التي كانت تنتظر على مدرج المطار، حيث استقلها مع صدام وغادرا المطار معاً.
غادرنا جميعاً المطار. بدا كل شيء طبيعياً واعتيادياً.
وقد علمت في حينه أن تأخر طائرة البكر كان مقصوداً بحجة إستمرار المباحثات بين الرئيس البكر والرئيس البولوني، كما حدث تأخير آخر في مصيف فارنا البلغاري، حيث توقفت طائرة البكر للتزود بالوقود، ولأن الحكومة البلغارية نظمت للبكر عند وصوله الى المصيف إستقبالاً رسمياً حضره نيابةً عن الرئيس البلغاري جيفكوف، نائب رئيس وزراء بلغاريا تسولوف. ويبدو أن تسولوف أصر على أن يزور البكر المصيف والتجول في المدينة، ثم حضور حفل إستقبال قصير في الفندق الرئيسي في تلك المدينة.
توجهت بعد إنتهاء مراسم الإستقبال ومغادرتي المطار إلى وزارة التخطيط حيث كان لدي إجتماع مع وزراء المالية، الإقتصاد، البلديات، شؤون الشمال، وعضو القيادة القطرية غانم عبد الجليل لبحث أمور تتعلق بالتخصيصات المالية للمنطقة الشمالية.
بدأ الإجتماع حوالي الساعة الثامنة والنصف مساءً تقريباً ولم تمضِ إلا ساعة حتى دخل علينا السكرتير ليخبر غانم عبد الجليل بأنه مطلوب على الهاتف الحكومي، فذهب غانم إلى الغرفة المجاورة لقاعة الإجتماعات ليتلقّى المكالمة الهاتفية.
بعد دقائق عاد غانم وعلى وجهه شيء من الإرتباك وقال:
ـ يبدو أن هناك مؤامرة. القيادة مجتمعة في القصر الجمهوري، ولا بد لي من التوجه إلى القصر الآن.
ترك غانم وزارة التخطيط واستمر إجتماعنا نحن الوزراء حتى الساعة الحادية عشرة ليلاً.
بعدما غادر الوزراء مبنى الوزارة، بقيت والسكرتير فترة من الزمن لإنهاء بعض المعاملات الرسمية. وعند حوالي الثانية عشرة عند منتصف الليل، تركت مكتبي واتجهت نحو الباب الخارجي للوزارة، وهو باب زجاجي.
وجدت الباب موصداً، بينما انتشرت في الخارج عناصر من شرطة النجدة وبعض المدنيين من الحزب حاملين رشاشاتهم.
كان المقر العام للإتصالات السلكية التابع لشرطة النجدة في أعلى طابق في مبنى وزارة التخطيط، وكنت في عام 1970 قد وافقت على قيام شرطة النجدة بإشغال ذلك الطابق المتميز بإرتفاعه الشاهق الذي سهّل نصب ساريات الإتصال اللاسلكي.
تقدم أحد ضباط الشرطة وفتح الباب. ولما خرجت وجدت أمامي معاون مدير الإستخبارات العسكرية خليل إبراهيم العزاوي حاملاً رشاشاً. إستفسرت منه عن الموضوع وسبب هذا الوجود العسكري في الوزارة، فأخبرني بأن مؤامرة كبيرة دبرها ناظم كزار، مدير الأمن العام، وأن هذه الإجراءات إنما هي إجراءات إحترازية لمنع سيطرة «المتآمرين كما نعتهم» على أجهزة اللاسلكي الموجودة في أعلى البناية.
ظلّت الأمور في اليومين التاليين طبيعية في بغداد: مجلس قيادة الثورة والقيادة القطرية في إجتماعات مستمرة في القصر الجمهوري. وفي مساء اليوم الثاني من تموز (يوليو) 1973، أعلن راديو بغداد أن مجلس قيادة الثورة قرر تشكيل هيئة تحقيق خاصة ومحكمة خاصة للتحقيق مع ناظم كزار وجماعته. ويُلاحَظ من تشكيل هذه المحكمة، أنه إضافة إلى رئيسها عزت الدوري الذي هو عضو في القيادة القطرية للحزب، وفي مجلس قيادة الثورة، فإن عضوي المحكمة الآخرين وهما طاهر أحمد أمين وخليل العزاوي، كانا من عناصر جهاز المخابرات، حيث كان الأول معاوناً لرئيس المخابرات آنذاك، بينما كان الثاني معاوناً لمدير الإستخبارات العسكرية.
كانت الشائعات قد ملأت بغداد من دون أن يصدر بيان رسمي يوضح حقيقة الأمر، سوى القول إن كزار ومجموعة من منتسبي مديرية الأمن العامة، حاولوا القيام بمؤامرة استهدفت إغتيال أحمد حسن البكر وصدام حسين، وإن المتآمرين قد هربوا بإتجاه إيران بعد أن نجحوا في قتل وزير الدفاع الفريق حماد شهاب التكريتي الذي شُيعت جنازته رسمياً يوم 3 تموز (يوليو) 1973 ودُفنت في تكريت، وشارك في التشييع شفيق الدراجي أمين السر لمجلس قيادة الثورة ممثلاً رئيس الجمهورية وصدام حسين نائب رئيس المجلس وجميع أعضاء القيادة القطرية ومجلس قيادة الثورة، ومن ضمنهم عبد الخالق السامرائي ومحمد فاضل اللذان اتُّهما من بعد بإشتراكهما في المؤامرة. نشرت الصحف العراقية على صفحاتها الأولى، بعد أقل من أسبوع، خبراً مفاده أن المحكمة الخاصة قد عقدت أول جلسة لها في 7 تموز (يوليو) 1973 وأصدرت أحكامها القاضية بإعدام «الوجبة الأولى» من «المتآمرين» البالغ عددهم 33 شخصاً، وعلى رأسهم مدير الأمن العام ناظم كزار وضابطان ملازمان و 7 مفوضي أمن و 6 عرفاء ونواب عرفاء و 7 أمناء، وأن تلك الأحكام قد نُفذت يوم صدور الأحكام «بإسم الشعب ونزولاً عند رغبته وتأكيداً لرسوخ الثورة ومتانة صفوفها والتفاف الجماهير الواسعة حولها».
وفي يوم 8 تموز (يوليو) 1973 عقدت المحكمة الخاصة جلستها الثانية لمحاكمة «الوجبة الثانية» وأصدرت أحكام الإعدام بحق 14 شخصاً آخرين من ضمنهم عبد الخالق السامرائي ومحمد فاضل عضوا القيادة القطرية، وقد نُفذت تلك الأحكام يوم صدورها بإستثناء السامرائي، حيث استبدل حكمه بالأشغال الشاقة المؤبدة بعد شفاعات بذلها أعضاء القيادة القومية الذين توافدوا إلى بغداد قبل يوم واحد فقط، وعلى رأسهم الدكتور زيد حيدر والدكتور عبد المجيد الرافعي والدكتور عبد الوهاب الكيالي والدكتور إلياس فرح ونيقولا الفرزلي.
وقد أخبرني الدكتور عبد الوهاب الكيالي بعد شهور من تلك الأحداث، أن القيادة القومية كانت على يقين من أن السامرائي لم تكن له أية صلة بحركة كزار، وإن اتهامه قد يكون نابعاً من بعض الحساسيات تجاهه، خاصة أنه كان على خلاف مستمر ودائم مع البكر وصدام. وفي يوم 9 تموز (يوليو) أدلى ناطق رسمي بتصريح لوكالة الأنباء العراقية حول حركة ناظم كزار، ومما ورد فيه: أن كزار قام في 30 حزيران (يونيو) بدعوة الفريق حامد شهاب وزير الدفاع والفريق سعدون غيدان وزير الداخلية لزيارة أحد المراكز ذات الصلة بإختصاص الوزيرين، والذي كان كزار يتولى مسؤولية الإشراف عليه، كما قام بإستدراج مسؤولين آخرين إلى الموقع نفسه، ومن بينهم منذر المطلك زوج إبنة أحمد حسن البكر وسكرتيره الخاص والرائد عدنان شريف شهاب التكريتي آمر فوج الحرس الجمهوري وإبن أخ وزير الدفاع،
وقال الناطق الرسمي: إن الوزيرين قد لبيا الدعوة نظراً إلى الموقع الوظيفي الذين كان يشغله كزار، إضافة إلى مرتبته الحزبية الأعلى من الوزيرين حيث كانت درجة كزار الحزبية أمين سر فرع المكتب العسكري في حين كان الوزيرين بدرجة أعضاء في المكتب العسكري. وبعد وصول أولئك إلى مكان الدعوة اعتقلهم، وقبيل الساعة السادسة، اجتمع كزار ومحمد فاضل عضو القيادة القطرية في مقر الهيئة التحقيقية الثانية، وغادر بعدها إلى المكان الذي احتجز فيه الوزيرين وبقية المدعوين. أما محمد فاضل فقد توجه إلى المطار ليكون في استقبال البكر حيث التقى بعبد الخالق السامرائي ليخبره بمؤامرة ناظم كزار.
في المطار، كان ناظم قد هيّأ، على حد قول الناطق الرسمي، مجموعة مهمتها اغتيال البكر وصدام وجميع الوزراء والسفراء، وذلك بواسطة الرشاشات والقنابل اليدوية، على أن يعلن كزار، بعد نجاح عمليته، من إذاعة بغداد، خبر مقتل البكر وصدام، متهماً وزيري الدفاع والداخلية بذلك، وأنه، أي كزار، قد قضى على المؤامرة واعتقل الوزيرين، وأن القيادة أو «ما تبقَّى» منها، قد اختارت السامرائي ليقود مسيرة الحزب والثورة.
ووفقاً لرواية الناطق الرسمي، فإن كزار كان يراقب ما يحدث في المطار، من خلال شاشة التلفزيون، غير أن تأخر طائرة البكر وانتقال التلفزيون إلى موقع تخرج طلبة جامعة بغداد في ملعب الكشافة، قد «أفزعا» المتآمرين فولّوا الأدبار. ونتيجة لذلك، فقد أصاب الذعر والهلع كزار، فحاول الفرار مع مجموعته بإتجاه الحدود الإيرانية عن طريق منفذ زرباطية، غير أن أجهزة الحزب والثورة ألقت القبض عليه بعد أن تمكن من قتل وزير الدفاع وإصابة وزير الداخلية في يده. وبالرغم من هذه التوضيحات الرسمية،
إلا أن الشائعات قد نحت منحىً آخر بعيد فثمة من يقول إن العملية كلها كانت من تدبير صدام حسين للقضاء على البكر وأعضاء مجلس قيادة الثورة من العسكريين، ومن ثم تصفية عبد الخالق السامرائي، للإنفراد بالحكم.
لكن كثيرين لم يقتنعوا بمثل هذا القول وأنا منهم، وإن كان الإعتقاد الحقيقي يتجه إلى أن حركة كزار هي مؤامرة فعلية للقضاء على البكر وصدام، بعدما بات متأكداً من أنهما يسعيان إلى تقليص دور الحزب عقائدياً، والتركيز على الحكم الفردي المطلق.
وعلى الرغم من مصداقية هذا الإعتقاد، إلا أن كزار نفسه لم يكن يمثل البديل المناسب، نظراً إلى سجله الشخصي المعروف بالعنف والتسلط المطلق في قضايا التحقيق والإعتقال.
وكان طبيعياً بعدما فشلت محاولة الإنقلاب، أن يُتَّهم مدبرها ناظم كزار الذي يسود الإعتقاد أنه من أبناء الطائفة الشيعية، وأنه كان يسعى إلى إقامة حكم شيعي في العراق، وقد سمعت هذا الكلام شخصياً من سعدون غيدان، عندما زرته في مسكنه للتهنئة بسلامته، وقال لي بالحرف الواحد: «ألف مرة قلت للرفيق البكر والرفيق صدام، أن يحترسا من هذا «العجمي» مدير الأمن العام». وقد أثنت زوجته على هذا القول، وأضافت: «زوجي لا يتآمر على البكر وصدام، هذا العجمي هو المتآمر».
لم أكن أعلم حتى ذلك اليوم حقيقة مذهب كزار أو ديانته، كما لم أجد فإسمه ما يدل على أنه «عجمي» بحسب تعبير سعدون غيدان. وفي تصوري، أن غيدان كان يضمر البغض لكزار منذ اليوم الأول لثورة تموز (يوليو) 1968، لأن المرتبة الحزبية لناظم وهي عضو قيادة فرع، كانت أعلى بكثير جداً من مرتبة النصير التي كان عليها غيدان، كما أن رتبة كزار العسكرية التي مُنحت له بعد الثورة، وهي لواء (جنرال)، أعلى من رتبة المقدم التي كانت لغيدان. تُضاف إلى ذلك الحساسية التي تنشأ وتنمو بين الوزير وموظفيه، عندما يكون الوزير في درجة حزبية أدنى من درجة مساعديه. وفي تصوري أيضاً، أن إتهام غيدان لكزار بأنه «عجمي» إنما ينبع أصلاً من الأجواء الطائفية التي ترعرع فيها الكثيرون، والتي تعتبر أن كل شيعي هو «عجمي»، حتى وإن كان ذلك الشيعي من أحفاد عدنان وقحطان وخالد بن الوليد.
لقد أطاحت دائرة الصراع الدموي على السلطة برؤوس رجال في أعلى قمة الهرم الحزبي، كما ذهبت بنقابيين وعسكريين إلى أبشع مصير. ولم يكن إعدام كزار ومجوعة كبيرة من المحسوبين عليه، عام 1973، وتصفية ذلك العدد الكبير من أعضاء القيادة القطرية ومجلس قيادة الثورة وقيادة فرع بغداد في عام 1979 (قاعة الخلد)، إلا حلقة من حلقات هذا الصراع الذي أستمر فصولاً طوال حكم نظام حزب البعث.
يروي حامد الجبوري وهو وزير الأعلام آنذاك أنه قد سمع من طبيب بعثي انه خلال التحقيق مع المتآمرين أعترفوا بأن الانقلاب في الحقيقة هو من تخطيط صدام حسين وأنه هو شخصياً يؤمن بذلك، وهنالك كثير مما يدعم هذا الإدعاء مثل كون ناظم كزار هو يد صدام الباطشة ومساعده فصدام هو من عين ناظم كزار وأعطاه رتبة لواء شرفي وكذلك المسؤولين الأخرين عن المحاولة مثل محمد فاضل وهو نائب صدام، أيضاً ان كون المتآمرين قد خططوا فقط لمهاجمة البكر في المطار ولم يُهاجم صدام الذي كان يتواجد في القصر الجمهوري مثير للشك كون الجميع في حزب البعث كانوا يعرفون أهمية صدام وهو اليد العسكرية للحزب، الا ان فشل المحاولة قد جعل صدام يتوارى ويرمي ذنب العملية على ناظم كزار.
رئيس وزراء العراق الدكتور أياد علاوي (من 28 يونيو 2004 إلى 6 أبريل 2005) في مذكراته (بين النيران - محطات في مسيرة أياد علاوي)،
يقول الدكتور أياد علاوي، أن ناظم كزار والذي يعرفه حق المعرفة إذ يقول أن له الكثير من المواقف الحسنة، وهو موسوعة معلومات في ذهنه .. وقد قال له يوماً بأن العراق لابد أن يغير أشرعته (ص 71) . 
وكانت شخصية ناظم كزار غريبة جداً ومعقدة لأبعد الحدود، فقد كان جريئاً بشكل غير عادي وشديد المراس، ولا أعتقد أنه كان يعرف  معنى الخوف والوجل والموت، حيث لا يعتريه الإرتباك من أي شيئ أبداً، وكان نظيفاً عفيفاً ونزيهاً مهاباً، 
وتميز بالهدوء الشديد حتى أنه كان يكنى  بـ ” السكوتي ”  عندما كان طالباً في كلية الطب - جامعة بغداد قبل فصلهِ منها بسبب الغيابات المتكررة لسجنه نتيجة النضال السياسي لينتقل بعدها الى كلية الهندسة - جامعة بغداد ثم يعتقل لفترة طويلة ويفصل أيضاً بسبب الغياب ويعود ليدرس في معهد الهندسة العالي ويتخرج منه، 
لم يكن متزوجاً (أعزباً) حتى وفاته، وكان قاسياً وحاداً في قناعاته وتصرفاته، ونادراً ما يضحك، كان ذكاؤه حاد جداً وقد جاءت خلفيته من أسرة متواضعة مادياً وشريفة جداً” (ص 71).
السيد مسعود مصطفى البارزاني، (سياسي عراقي ورئيس إقليم كردستان العراق من 14 يونيو 2005 إلى 1 نوفمبر 2017، وزعيم الحزب الديمقراطي الكردستاني (PDK) منذ عام 1979).
يروي السيد مسعود البارزاني، في برنامج (السطر الأوسط) والذي عُرِضَ على قناة MBC مع مُقَدِم البرنامج مالك الروقي في 3-4-2020 الساعة الثامنة مساءً في مصيف صَلاح الدين، محاولة إغتيال المُلا مُصطفى البارزاني ونفى فيه السيِّد مسعود البارزاني علاقة اللواء ناظم كزار بمُحاولة إغتيال المُلا مُصطفى البارزاني بل قال أنَّ صَدَّام حسين هو من كان وراء عملية الإغتيال " وذبها براس ناظم كزار ".
إحسان وفيق عبد الله السامرائي (كاتب وأديب عراقي)، ترأّسَ تحرير جريدة وعي الجماهير منذ إنشائها يوم 6 تشرين الأول سنة 1963، ثم أصبح في السبعينات رئيساً لتحرير صحيفة المرفأ، ومديراً لمحطة التلفزيون العراقي في البصرة، وعضواً قيادياً في حزب حزب البعث العربي الاشتراكي العراقي، أنتمى إلى حزب البعث سنة 1956 حين كان في مرحلة الدراسة المتوسطة، وأعتُقلَ سنة 1963 بتهمة الاشتراك في محاولة إنقلاب على السلطة، دُعيَ إلى قاعة الخلد سنة 1979 وسيقَ إلى السجن محكوماً ب10 سنوات، وبقي فيه حتى سنة 1983.
يروي الأستاذ إحسان وفيق السامرائي، في برنامج (خطى) والذي عُرِضَ على قناة العراقية الإخبارية مع مُقَدِم البرنامج الدكتور علاء الحطاب (ج٢) في 3-4-2021،
((أنَّ ناظم گزار شخص عقائدي وعملي ومبدئي ومتجرد وكان لا يصرف على نفسه عشرة فلوس في حين كان الكثيرون يصرفون الأموال الطائلة وبناء الدور وغيرها ... كما قال أنَّ ناظم شخص إداري وكان ضد المحسوبية والمنسوبية، وكان ضد توجه صّدَّام حسين بتقريب أقاربه و إعطائهم المناصب، كما قال أنَّ صَدَّام حسين كان يريد التخلص من ناظم كزار لكون ناظم أستلم منصب مدير الأمن العام بأمر من البكر رغم إرادة صَدَّام حسين كما قال أنَّ عدنان خَير الله طلفاح أخبره أنَّ صَدَّام حسين والموالين له من جهاز المُخابرات وغيرهم كانوا يقومون بإغتيال المُعارضين ومن ثمَّ يرمون وزر ذلك على ناظم كزار وكانت الغاية التخلص منه، وأضاف أنَّ صَدَّام حسين كان حاكم ثاني للعراق لكنه يخاف من ناظم كزار)).
القيادي البعثي باقر ياسين أحمد التميمي (قيادي بعثي - كاتب وباحث عراقي) من مواليد مدينة البصرة 1939، في برنامج (خطى) والذي عُرِضَ على قناة العراقية الإخبارية مع مُقَدِم البرنامج الدكتور علاء الحطاب في 14-8-2022،
يروي القيادي باقر ياسين والذي أنشق عن حزب البعث في 23 شباط فبراير 1966 وعمل مع الجناح الآخر لحزب البعث وأصبح عضو في القيادة القطرية لحزب البعث الحليف لحزب البعث السوري أو البعث اليساري كما سمي بعد أنقلاب 17 يوليو 1968 ووصول البعث اليميني لحكم العراق برئاسة أحمد حسن البكر والذي أنتقل إلى سوريا وأصبح هناك أمين سر قطر العراق لحزب البعث العراقي الجناح اليساري، 
((أن إنقلاب اللواء ناظم كزار جاء رداً على ممارسات البكر وصدام الطائفية المنظمة والممنهجة والإنحراف عن مبادئ الحزب والثورة)).
العقيد الركن سليم شاكر الأمامي ضابط عراقي قاد اللواء المدرع الثاني عشر في حرب أكتوبر على الجبهة السورية، أحيل للتقاعد ثم عين ملحقاً عسكرياً في لندن ثم عين سفيراً للعراق في داكار.
يروي العقيد الركن سليم الإمامي، في برنامج (خطى) والذي عُرِضَ على قناة العراقية الإخبارية مع مُقَدِم البرنامج الدكتور علاء الحطاب (ج٢، ج٣) في 4,10-9-2021، ( أنَّ اللواء ناظم كزار لم يكن يأخذ راتبه , وكان راتبه يوضع في الخزينة وكان مقنناً في مصروفه , وكان هذا يسبب الخوف لدى الكثيرين ومن بينهم وزراء ) , كما ذكر في الحلقة ذاتها أنَّ ناظم كزار لم يكن يؤمن بقتل المُعارضين وخصوصاً الشيوعيين، وإنَّما كان يقوم بالتشبيك لمعرفة أعضاء التنظيمات المناوئة وأسلوب عملها وكذلك تم سؤاله سؤال أخير من قبل مُقَدِم البرنامج (متى قَامَ صَدَام بتكرتة الدولة أي إستقدام أولاد عمومته من التكارتة ووضعهم في مناصب مهمة في الدولة العراقية)؟ فأجَابَ بعد مؤامرة ناظم كزار).
السيد محمد الجنابي أحد زملاء الدراسة مع ناظم كزار في المرحلة الجامعية،
يروي السيد محمد الجنابي، كنت مع ناظم كزار في الدراسة الجامعية وأثناء كتابتي لشعارات مُناهضة للحكومة وحزب البَّعث , سُرعان ما كشفني ناظم , فقلت أنتهيت، ولكن ناظم تغاضى عن الأمر ولم يفعل لي أي شيء وكأنه لم يراني وذلك لوضعه إعتبار وهو الزَمَالة الدراسية.
جاء في مجلة الصيَّاد اللُّبنانية العدد 1505 الصَّادر بتأريخ 19 – 26 تموز (يوليو) 1973م والتي تصدر عَن دار الصياد وهي دار نشر لبنانية تأسست في العام 1943، تصدر عدة مجلات وصحف
(الحوار المثير بين صَدَّام حسين وناظم كزار).
غازي العياش يروي تفاصيل الحوار بين نائب رئيس مجلس قيادة الثَّورة ومدير الأَمن العَّام:
سأل صَدَّام حسين، ناظم: لماذا قمت بالمحاولة؟
رَدَ كـزار: لأَنَّني أَعترض على القيادة.
صدام حسين: لماذا؟
كـزار: لأَنَّها خاضعة للعشائرية والمناطقية وأنحرَفَت بعيداً عن مَسَار الحزب والثورة.
في الواقع تعرض اللواء المهندس ناظم كزار أكثر من غيره من الشخصيات الأمنية في عراق البعث الى التشويه المتعمد والإساءات البالغة ولمدة 30 سنة (من 1973 الى 2003).
وروج النظام السابق عنه قصصاً وحكايات مرعبة لايمكن تصديقها، ونسبت له أكاذيب وإفتراءات وظلم كبير.
والتي لم تثبتها أي وثيقة تاريخية معتمدة مطلقاً بعد إنهيار النظام البعثي في العراق سنة 2003.

## أصله ومسكنه
كان أجداده ينحدرون من ناحية الشطانية التابعة لقضاء الميمونة، وكان يسكن مع والديه في محافظة بغداد - منطقة الكسرة ثم تحولت عائلته إلى منطقة الشيخ عمر ثم بعدها إلى منطقة سبع أبكار.

## وفاته
جرى التحقيق مع ناظم كزار في مكاتب «العلاقات» من قبل سعدون شاكر بحضور صدام حسين وأعدم مع جماعته بعد التحقيق معهم.
بعد حدوث مشادة كلامية صاحبها صراخ وضجيج حدثت بين ناظم كزار وصدام حسين في مكتب العلاقات بتاريخ 7-7-1973 بخصوص سؤال طرحه صدام لناظم:
لماذا قمت بعملية الإنقلاب؟
أجاب ناظم: لتصحيح مسار الحزب والثورة،
صدام: مِنْ مَنْ تُصَحح مَسار الحزب والثورة؟
ناظم: منكم، فقد أنحرفتم بمسار الحزب والثورة ومبادئهِ وحولتموه الى حزب عشائري مناطقي يعتمد على المحسوبية والمصالح وستدمرون في النهاية العراق.
فما كانَ من صدام حسين إلا إطلاق رصاصتين على ناظم من مسدسه الشخصي لتستقر واحدة قرب قلبه والثانية في بطنه ويسقط على وجهه لِِيُكمل عليه سعدون شاكر الذي كان حاضراً معهما التحقيق الرصاصة الثالثة لتستقر في ظهر ناظم علماً بأن ناظم كان شجاعاً صلباً جداً في مواجهة صدام حسين وشرساً لآخر لحظات حياتهِ.
الحقيقة المطلقة التي أشار إليها ناظم في آخر لحظات حياته في محاولته الإنقلابية والتي أكدها الجميع مِنْ مَنْ عاشوا الأحداث عن قرب وهي عبارة ((إنحراف مَسَار الحزب والثورة وتحويل الحزب الى حزب عشائري مناطقي يعتمد على المحسوبية والمصالح)) كانت صادقة جداً مهما كان إختلاف السياق والمكان والزمان والآراء وبلا أي تناقض وثَبَتَت للجميع وأَدَت في النهاية الى ((دمار العراق)).